# Trophée des villes de pétanque
Le Trophée Des Villes est une compétition française de pétanque comprenant 32 équipes, créée en 2001. Organisée par l'Agence Quarterback, cette compétition se décompose en trois grands rendez-vous : 
- Le Trophée des Villes, qui départage 32 équipes de France entière, pour déterminer quelle ville sera sacrée.
- Le Grand Prix (anciennement Concours Complémentaire) qui classe les équipes perdantes des seizièmes et huitièmes de Finale du Trophée des Villes.
- Le Concours de Tir de Précision, qui est organisé en parallèle du Trophée des Villes et est consacré aux tireurs des équipes de chaque ville.

## Palmarès
| Année | Lieu                             | Vainqueur                                             | Joueurs                                                                               |
| ----- | -------------------------------- | ----------------------------------------------------- | ------------------------------------------------------------------------------------- |
| 2001  | Guadeloupe                       | Chartres                                              | Philippe Quintais, Jean-Luc Robert, Raphaël Rypen                                     |
| 2002  | Montluçon (Allier)               | Nevers                                                | Stéphane Robineau, Emmanuel Lucien, Dominique Vaillant, Francois Dumont               |
| 2003  | Nice (Alpes-Maritimes)           | Angers                                                | Christophe Hureau, Damien Hureau, Patrick Vilfroy, Jean-Yves Kerouedan                |
| 2004  | Chartres (Eure-et-Loir)          | Montluçon                                             | Georget Croci, Christian Fazzino, Frédéric Perrin, David Winterstein                  |
| 2005  | Béziers (Hérault)                | Melun                                                 | Didier Choupay, Michel Loy, Kévin Malbec, André Poiret                                |
| 2006  | Andrézieux-Bouthéon (Loire)      | Montluçon                                             | Christian Fazzino, David Winterstein, Frédéric Perrin, Romain Billaud                 |
| 2007  | Metz (Moselle)                   | Le Mans                                               | Bruno Rocher, Dylan Rocher, Stéphane Robineau, Guéven Rocher                          |
| 2008  | Metz (Moselle)                   | Bastia                                                | Bruno Le Boursicaud, Jean-Dominique Fieschi, Jean-Pierre Grazzini, Jean-Claude Lenoir |
| 2009  | Palavas-les-Flots (Hérault)      | Nice                                                  | Philippe Quintais, Philippe Suchaud, Henri Lacroix, Christophe Calissi                |
| 2010  | Moulins (Allier)                 | Nice                                                  | Philippe Quintais, Philippe Suchaud, Henri Lacroix, Christophe Calissi                |
| 2011  | Nevers (Nièvre)                  | Nice                                                  | Philippe Suchaud, Henri Lacroix, Simon Cortes, Christophe Calissi                     |
| 2012  | Montauban (Tarn-et-Garonne)      | Nice                                                  | Philippe Suchaud, Daniel Rizzo, Ludovic Montoro, Dylan Rocher                         |
| 2013  | Valence d'Agen (Tarn-et-Garonne) | Dreux                                                 | Philippe Suchaud, Philippe Quintais, Emmanuel Lucien, Jordan Champion                 |
| 2014  | Lons-le-Saunier (Jura)           | Draguignan                                            | Dylan Rocher, Stéphane Robineau, Romain Fournie, Jessy Lacroix                        |
| 2015  | Colmar (Haut-Rhin)               | Évreux                                                | Alban Gambert, Sébastien Ciavatta, Éric Frichot, Maxime Olivier                       |
| 2016  | Valence d'Agen (Tarn-et-Garonne) | Cahors                                                | Simon Cortes, Sébastien Da Cunha, Christian Lagarde, Valentin Boris                   |
| 2017  | Autun (Saône-et-Loire)           | Draguignan                                            | Henri Lacroix, Stéphane Robineau, Dylan Rocher, Sony Berth                            |
| 2018  | Montluçon (Allier)               | Marseille                                             | Mickaël Bonetto, Jordan Clodic, Jérémy Fernandez, David Riviera                       |
| 2019  | Valence d'Agen (Tarn-et-Garonne) | Clermont-Ferrand                                      | Valentin Beulama, Steven Chapeland, Jean-Michel Puccinelli, Philippe Suchaud          |
| 2020  | Grande-Synthe (Nord)             | Édition annulée en raison de la pandémie de Covid-19. | Édition annulée en raison de la pandémie de Covid-19.                                 |
| 2021  | Grande-Synthe (Nord)             | Toulouse                                              | Paul Faurel, Bryan Faurel, Rocky Rathqueber, Diego Ivanovitch                         |
| 2022  | Palavas-les-Flots (Hérault)      | Bron                                                  | Christian Fazzino, François N'Diaye, Christophe Sarrio, Clément Bousquet              |

## Joueurs récompensés
| # | Joueur             | Nombres de victoire                    |
| - | ------------------ | -------------------------------------- |
| 1 | Philippe Suchaud   | 6 (2009, 2010, 2011, 2012, 2013, 2019) |
| 2 | Henri Lacroix      | 4 (2009, 2010, 2011, 2017)             |
| 2 | Philippe Quintais  | 5 (2001,2009, 2010, 2011, 2013)        |
| 2 | Stéphane Robineau  | 4 (2002, 2007, 2014, 2017)             |
| 2 | Dylan Rocher       | 4 (2007, 2012, 2014, 2017)             |
| 6 | Christophe Calissi | 3 (2009, 2010, 2011)                   |
| 6 | Christian Fazzino  | 3 (2004, 2006, 2022)                   |
| 8 | Simon Cortes       | 2 (2011, 2016)                         |
| 8 | Emmanuel Lucien    | 2 (2002, 2013)                         |
| 8 | Frédéric Perrin    | 2 (2004, 2006)                         |

## Villes récompensées
| # | Joueur           | Nombres de victoire        |
| - | ---------------- | -------------------------- |
| 1 | Nice             | 4 (2009, 2010, 2011, 2012) |
| 2 | Draguignan       | 2 (2014, 2017)             |
| 2 | Montluçon        | 2 (2004, 2006)             |
| 4 | Angers           | 1 (2003)                   |
| 4 | Bastia           | 1 (2008)                   |
| 4 | Cahors           | 1 (2016)                   |
| 4 | Bron             | 1 (2022)                   |
| 4 | Clermont-Ferrand | 1 (2019)                   |
| 4 | Chartres         | 1 (2001)                   |
| 4 | Dreux            | 1 (2013)                   |
| 4 | Évreux           | 1 (2015)                   |
| 4 | Le Mans          | 1 (2007)                   |
| 4 | Marseille        | 1 (2018)                   |
| 4 | Melun            | 1 (2005)                   |
| 4 | Nevers           | 1 (2002)                   |
| 4 | Toulouse         | 1 (2021)                   |